# Natthakit Phosri
Natthakit Phosri (thailändisch ณัฐกิตติ์ โพธิ์ศรี; * 8. Februar 2008), auch als Fan bekannt, ist ein thailändischer Fußballspieler.

## Karriere

### Verein
Natthakit Phosri erlernte das Fußballspielen in der Jugend vom Port FC. Hier unterschrieb er im Sommer 2024 seinen ersten Vertrag. Der Verein aus der Hauptstadt Bangkok spielt in der ersten Liga, der Thai League. Sein Erstligadebüt gab Natthakit Phosri am 13. April 2025 (23. Spieltag) im Auswärtsspiel gegen den Nakhon Pathom United FC. Bei dem 2:2-Unentschieden stand er in der Startelf. In der 28. Minute erzielte er sein erstes Erstligator zum 1:1-Ausgleich. In der 70. Minute musste er verletzt den Platz verlassen und wurde durch Phakhawat Sapphaso ersetzt. In seiner ersten Erstligasaison bestritt er drei Erstligaspiele.

### Nationalmannschaft
Natthakit Phosri spielte 2024 fünfmal in der thailändischen U16-Nationalmannschaft. Hier kam er bei ASEAN U-16 Boys' Championship in Indonesien zum Einsatz. Mit dem Team erreichte er das Finale, das man jedoch im Elfmeterschießen gegen Australien verlor. 2025 trat er mit der U17-Nationalmannschaft bei der U17-Asienemeisterschaft in Saudi-Arabien an. Hier schied man als Gruppenletzter der Gruppe A bereits nach der Gruppenphase aus.

## Erfolge

### Nationalmannschaft
Thailand U16
- ASEAN U-16 Boys' Championship: 2024 (2. Platz)